# Kruet Teumpeun
Kruet Teumpeun is een bestuurslaag in het regentschap Pidie van de provincie Atjeh, Indonesië. Kruet Teumpeun telt 489 inwoners (volkstelling 2010).